# Сардак
Сарда́к, серда́к (очевидно, від тур. şirdag, şerdak — «вид одягу») — верхній короткий сукняний одяг з рукавами, який був поширений у західних областях України, в тому числі у представників етнографічної групи українців гуцулів.
Сардак носили поверх кептаря незастібнутим або навпаки.

## Опис
Шили сардаки з темно-сірого, чорного сукна. Оздоблювали вишивкою, шнурковим гаптуванням, китицями та іншим.
Крій сардака був надзвичайно простий. Брали два клаптики сукна. Один клаптик залишався цілим, а інший (перед) розрізався на дві поли (частини). Сардак шили прямим, не до стану і без вусів, а по боках внизу пришивали великі клини. Рукави були теж прямо викроєні та зарублені внизу.
Такі сардаки носили в горах, на Підгірцю, на Задністров'ї. Сердаки були чорної або білої барви та розшиті крученими шнурками. В горах сардаки були короткі, а чим ближче до долини, тим довшим ставав сардак. Над Дністром сардаки були довжиною до середини гомілки. В Станіславському повіті, біля Калуша та Лисця носили білі сардаки особливого крою, з виложистим коміром та оздоблені обшивкою.

## Інше
- Лапсердак (їд. לאַבסערדאַק, labserdak) — довгий сюртук галицьких і польських євреїв[2]. Перша частина цього слова походить від lab («ліф», «корсет»), а друга пов'язана з сердак, сардак[3].

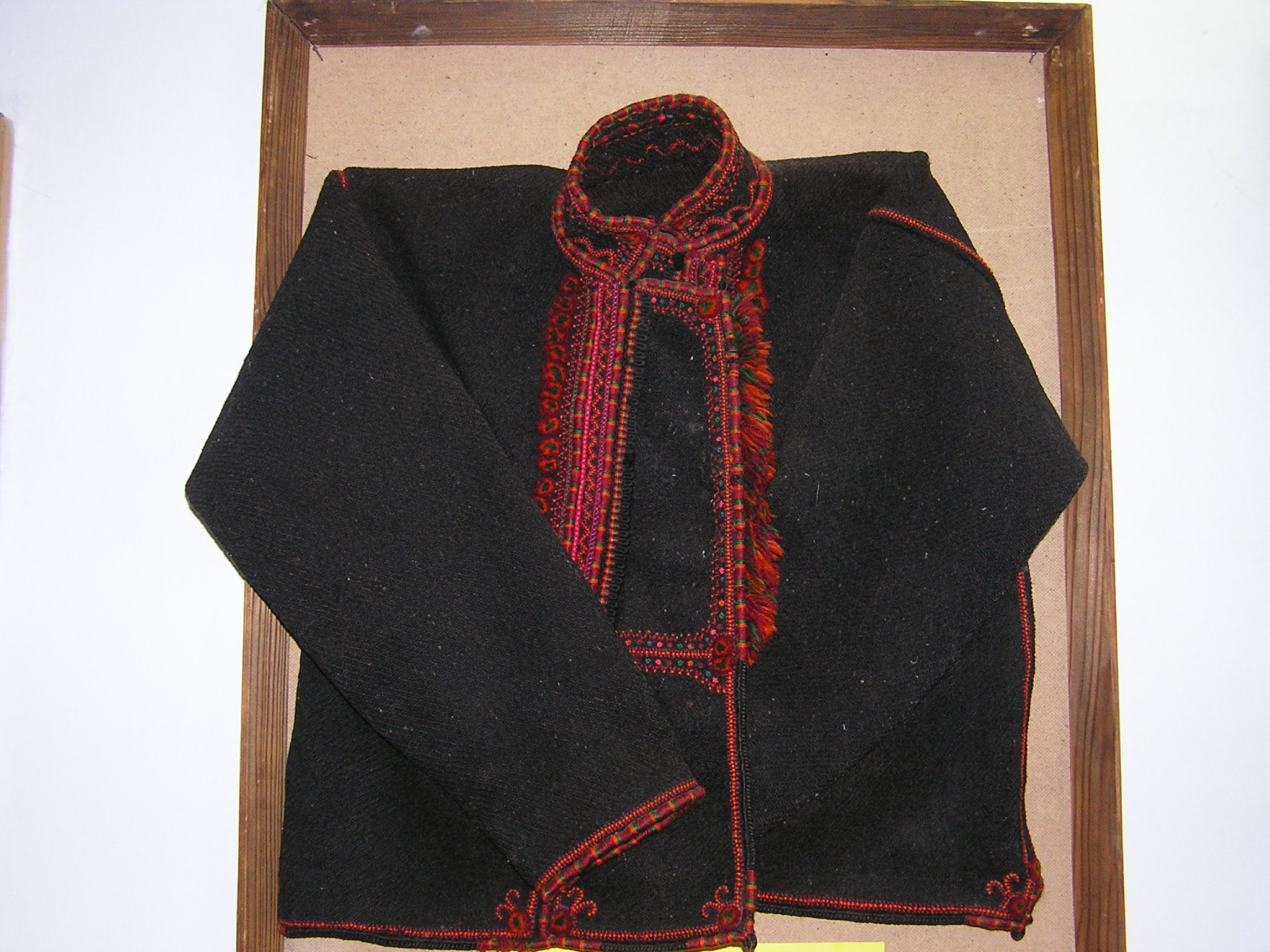
Сардак у етнографічній колекції Музею історії Трускавця
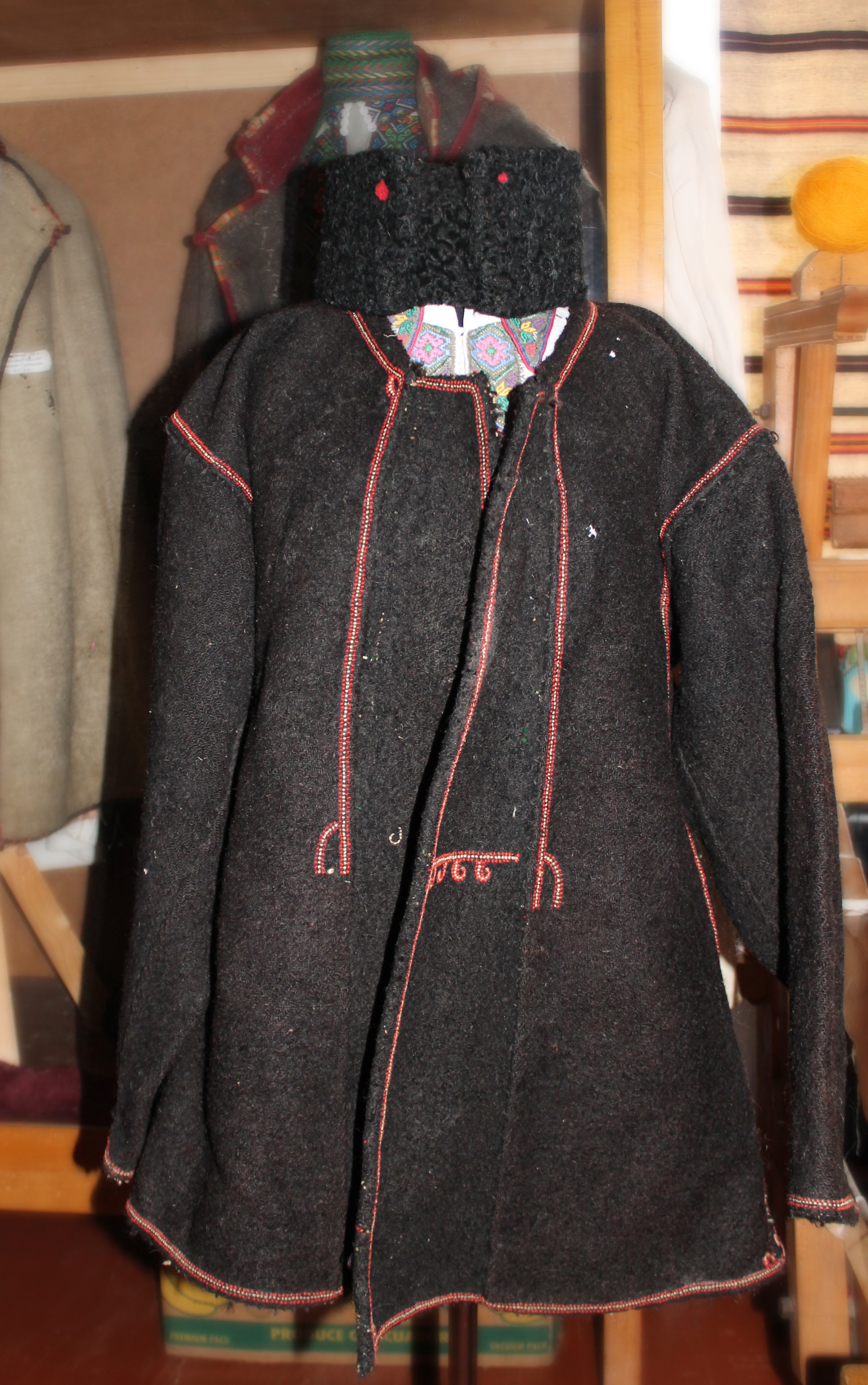
Сардак з Верховини